# Халил бей джамия
Халил бей джамия (на гръцки: Τζαμί Χαλίλ Μπέη; на турски: Halil Bey Camii) е джамия в източномакедонския град Кавала, Гърция. В 2002 година е обявена за паметник на културата.

## Местоположение
Джамията е разположена в центъра на полуострова Панагия, на който вероятно се е образувала първата мюсюлманска махала, след падането на града в османски ръце. Разположена е на високо и равно място и е част от комплекс, който включва и Халил бей медресе, което към началото на XX век има осем учебни стаии. В медресето има и начално девическо училище.

## История
Махала на име Халил бей е спомената в османски документ от 1569 година и вероятно джамията е построена по време на реконструкцията на града около 1530 година. Това е втората по големина джамия в Кавала след Ибрахим паша джамия, днешната църква „Свети Николай“.
Според археологическите разкопки на XII ефория за византийски старини на мястото е имало трикорабна раннохристиянска базилика, която устната традиция нарича „Света Параскева“. Не е ясно дали сградата все още е съществувала след османското завоевание, дали е била в употреба и дали на това място до началото на XVI век е имало християнски квартал. Но през първите векове на османското владичество е обичайно джамиите да се издигат на мястото на църкви или църкви да се превръщат в джамии.
Сегашната сграда на джамията е от началото на XX век, но минарето е вероятно оригиналното от XVI век. След като Кавала попада в Гърция вследствие на Балканските войни и след обмена на население между Турция и Гърция, в 20-те години в медресето и в джамията са заселени бежански семейства. В периода 1930 – 1940 година в сградата се помещава градската филхармония, откъдето идва и името Старата музика (Παλιά Μουσική) или Музикалната джамия (Τζαμί της Μουσικής). Минарето е частично разрушено през 50-те години на XX век. По-късно медресето и джамията без минарето са реставрирани, а районът озеленен. Останките от раннохристиянската базилика са експонирани под стъклен под на джамията. Сградата се използва за изложбена площ и за провеждане на различни културни събития. В медресето се съхраняват фолклорни сбирки и се помещава Ландшафтното сдружение на Панагия „То Кастро“.